# Постгеноцидне суспільство
Постгеноцидне суспільство — поняття, запроваджене Дж.-Е.Мейсом у статті «Ваші мертві вибрали мене…», опублікованій газетою «День» (Київ) 12 лютого 2003. Перераховуючи всі види масових репресій, застосованих компартійно-радянським центром щодо України з метою подолання можливого сепаратизму, автор вказав: поза межами західних областей (радянізація яких почалася тільки 1939—40 й була перервана війною) нація українська втратила консенсус щодо власної ідентичності національної, історії і культурних цінностей. Із цього випливали два висновки:
- 1991 відбулося унезалежнення передіснуючої радянської держави;
- люди в посткомуністичній Україні не мають спільних національниї цінностей і спільного розуміння того, ким вони є.

Важливим кроком в усвідомленні минулого став Закон України «Про Голодомор 1932—1933 років в Україні» від 28 листопада 2006, в якому ця трагедія визнається актом геноциду українського народу. Однак ще й досі в українському суспільстві відсутній консенсус щодо визначення Голодомору 1932—1933 років в УСРР актом геноциду. Це пов'язане, по-перше, з недостатнім знанням того, яких форм набував масовий терор під час колективізації сільського господарства в УСРР. По-друге, важкі питання історії радянської доби вийшли на передній план у міжпартійній боротьбі, і кожна сторона намагається інтерпретувати їх, виходячи із власних політичних інтересів.